# 브랜던 티나
브랜던 티나(Brandon Teena, 1972년 12월 12일 ~ 1993년 12월 21일)는 미국의 트랜스남성이다. 네브래스카주 험볼트에서 남성들에게 강간 살해를 당했다. 그의 삶과 죽음은 소년은 울지 않는다로 영화화되었다.

## 같이 보기
- 매슈 셰퍼드